# Liu Dianzuo
Liu Dianzuo (chiń. 刘殿座, ur. 26 czerwca 1990 w Dalianie) – chiński piłkarz występujący na pozycji bramkarza w chińskim klubie Guangzhou Evergrande oraz w reprezentacji Chin.

## Kariera klubowa

### Shanghai Shenxin
1 stycznia 2011 podpisał kontrakt z klubem Shanghai Shenxin. Zadebiutował 4 maja 2011 w meczu Pucharu Chin przeciwko Beijing BIT (3:1). W Chinese Super League zadebiutował 15 maja 2011 w meczu przeciwko Liaoning Whowin (1:2).

### Guangzhou R&F FC
1 stycznia 2015 przeszedł do drużyny Guangzhou R&F FC. Zadebiutował 10 lutego 2015 w meczu kwalifikacji do Azjatyckiej Ligi Mistrzów przeciwko Warriors FC (3:0). 24 lutego 2015 zadebiutował w fazie grupowej Azjatyckiej Ligi Mistrzów w meczu przeciwko Gamba Osaka (0:2). W Chinese Super League zadebiutował 7 marca 2015 w meczu przeciwko Zhejiang Greentown (1:2).

### Guangzhou Evergrande
12 lutego 2016 podpisał kontrakt z zespołem Guangzhou Evergrande. Zadebiutował 3 maja 2016 w meczu fazy grupowej Azjatyckiej Ligi Mistrzów przeciwko Sydney FC (1:0). W Chinese Super League zadebiutował 10 września 2016 w meczu przeciwko Hebei China Fortune (0:3).

## Kariera reprezentacyjna

### Chiny
W 2019 roku otrzymał powołanie do reprezentacji Chin. Zadebiutował 10 grudnia 2019 w meczu Pucharu Azji Wschodniej 2019 przeciwko reprezentacji Japonii (1:2).

## Statystyki

### Klubowe
(aktualne na dzień 2 marca 2021)
| Klub                 | Sezon              | Liga                 | Liga  | Liga   | Puchar kraju | Puchar kraju | Azja  | Azja   | Inne  | Inne   | Suma  | Suma   |
| Klub                 | Sezon              | Liga                 | Mecze | Bramki | Mecze        | Bramki       | Mecze | Bramki | Mecze | Bramki | Mecze | Bramki |
| -------------------- | ------------------ | -------------------- | ----- | ------ | ------------ | ------------ | ----- | ------ | ----- | ------ | ----- | ------ |
| Shanghai Shenxin     | 2011               | Chinese Super League | 23    | 0      | 2            | 0            | –     | –      | –     | –      | 25    | 0      |
| Shanghai Shenxin     | 2012               | Chinese Super League | 30    | 0      | 0            | 0            | –     | –      | –     | –      | 30    | 0      |
| Shanghai Shenxin     | 2013               | Chinese Super League | 30    | 0      | 0            | 0            | –     | –      | –     | –      | 30    | 0      |
| Shanghai Shenxin     | 2014               | Chinese Super League | 30    | 0      | 1            | 0            | –     | –      | –     | –      | 31    | 0      |
| Shanghai Shenxin     | Ogólnie            | Ogólnie              | 113   | 0      | 3            | 0            | 0     | 0      | 0     | 0      | 116   | 0      |
| Guangzhou R&F FC     | 2015               | Chinese Super League | 18    | 0      | 2            | 0            | 7     | 0      | –     | –      | 27    | 0      |
| Guangzhou R&F FC     | Ogólnie            | Ogólnie              | 18    | 0      | 2            | 0            | 7     | 0      | 0     | 0      | 27    | 0      |
| Guangzhou Evergrande | 2016               | Chinese Super League | 7     | 0      | 3            | 0            | 1     | 0      | 0     | 0      | 11    | 0      |
| Guangzhou Evergrande | 2017               | Chinese Super League | 1     | 0      | 5            | 0            | 0     | 0      | 0     | 0      | 6     | 0      |
| Guangzhou Evergrande | 2018               | Chinese Super League | 3     | 0      | 2            | 0            | 2     | 0      | 1     | 0      | 8     | 0      |
| Guangzhou Evergrande | 2019               | Chinese Super League | 26    | 0      | 2            | 0            | 5     | 0      | –     | –      | 33    | 0      |
| Guangzhou Evergrande | 2020               | Chinese Super League | 19    | 0      | 0            | 0            | 4     | 0      | –     | –      | 23    | 0      |
| Guangzhou Evergrande | Ogólnie            | Ogólnie              | 56    | 0      | 12           | 0            | 12    | 0      | 1     | 0      | 81    | 0      |
| Ogólnie w karierze   | Ogólnie w karierze | Ogólnie w karierze   | 187   | 0      | 17           | 0            | 19    | 0      | 1     | 0      | 224   | 0      |

### Reprezentacyjne
(aktualne na dzień 2 marca 2021)
| Reprezentacja | Rok     | Mecze | Bramki |
| ------------- | ------- | ----- | ------ |
| Chiny         |         |       |        |
| 2019          | 3       | 0     |        |
| Ogólnie       | Ogólnie | 3     | 0      |

| Mecze i gole w reprezentacji | Mecze i gole w reprezentacji | Mecze i gole w reprezentacji | Mecze i gole w reprezentacji | Mecze i gole w reprezentacji | Mecze i gole w reprezentacji | Mecze i gole w reprezentacji | Mecze i gole w reprezentacji |
| Lp.                          | Data                         | Miejsce                      | Gospodarz                    | Gość                         | Wynik                        | Gol                          | Rozgrywki                    |
| ---------------------------- | ---------------------------- | ---------------------------- | ---------------------------- | ---------------------------- | ---------------------------- | ---------------------------- | ---------------------------- |
| 1.                           | 10.12.2019                   | Pusan                        | Chiny                        | Japonia                      | 1:2                          |                              | Puchar Azji Wschodniej 2019  |
| 2.                           | 15.12.2019                   | Pusan                        | Korea Południowa             | Chiny                        | 1:0                          |                              | Puchar Azji Wschodniej 2019  |
| 3.                           | 18.12.2019                   | Pusan                        | Hongkong                     | Chiny                        | 0:2                          |                              | Puchar Azji Wschodniej 2019  |

## Sukcesy

### Guangzhou Evergrande
- Mistrzostwo Chin (3×): 2016, 2017, 2019
- Puchar Chin (1×): 2016
- Superpuchar Chin (3×): 2016, 2017, 2018
- Wicemistrzostwo Chin (2×): 2018, 2020